# ThinkPad

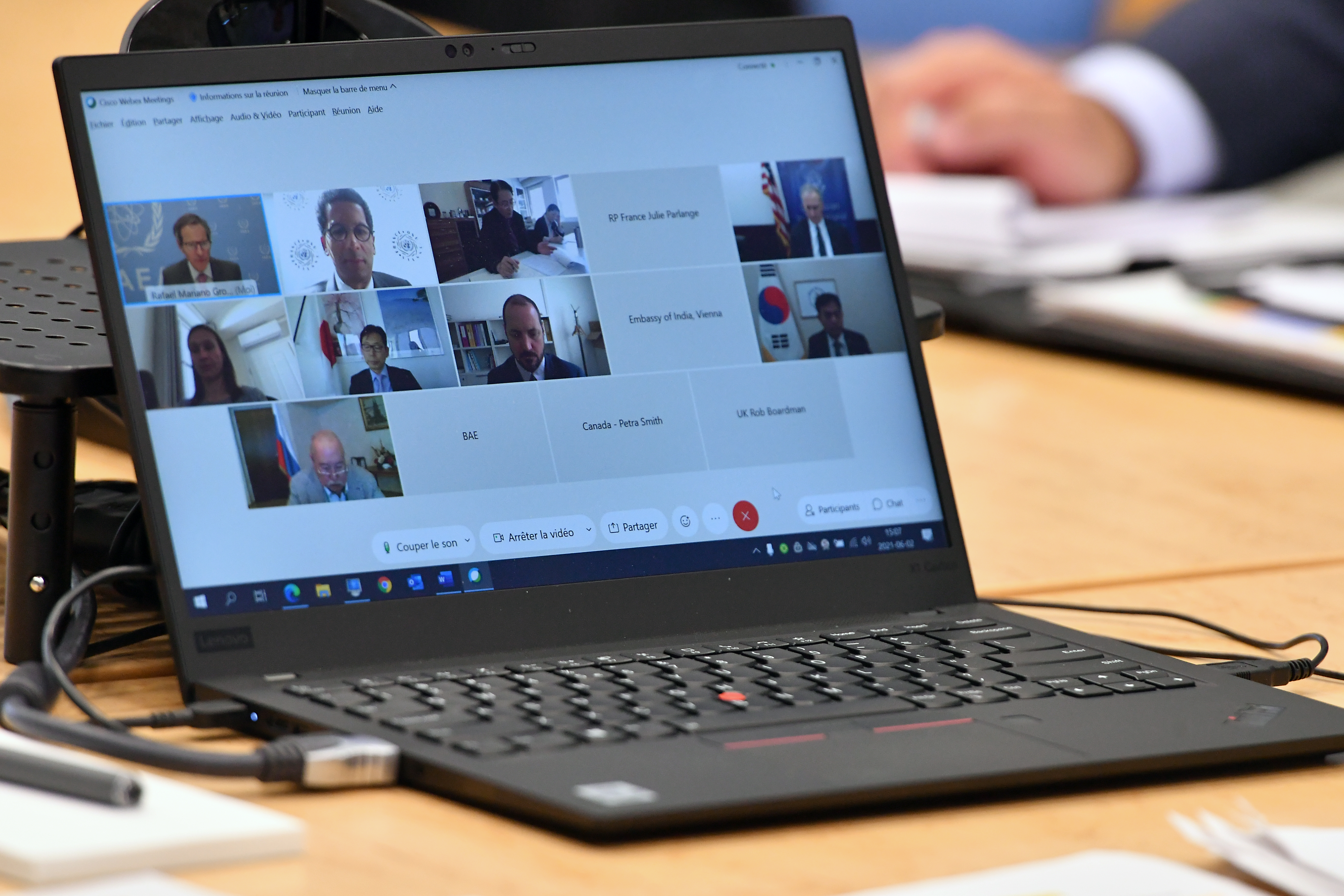
Lenovo Thinkpad X1 Carbon (siebte Generation)

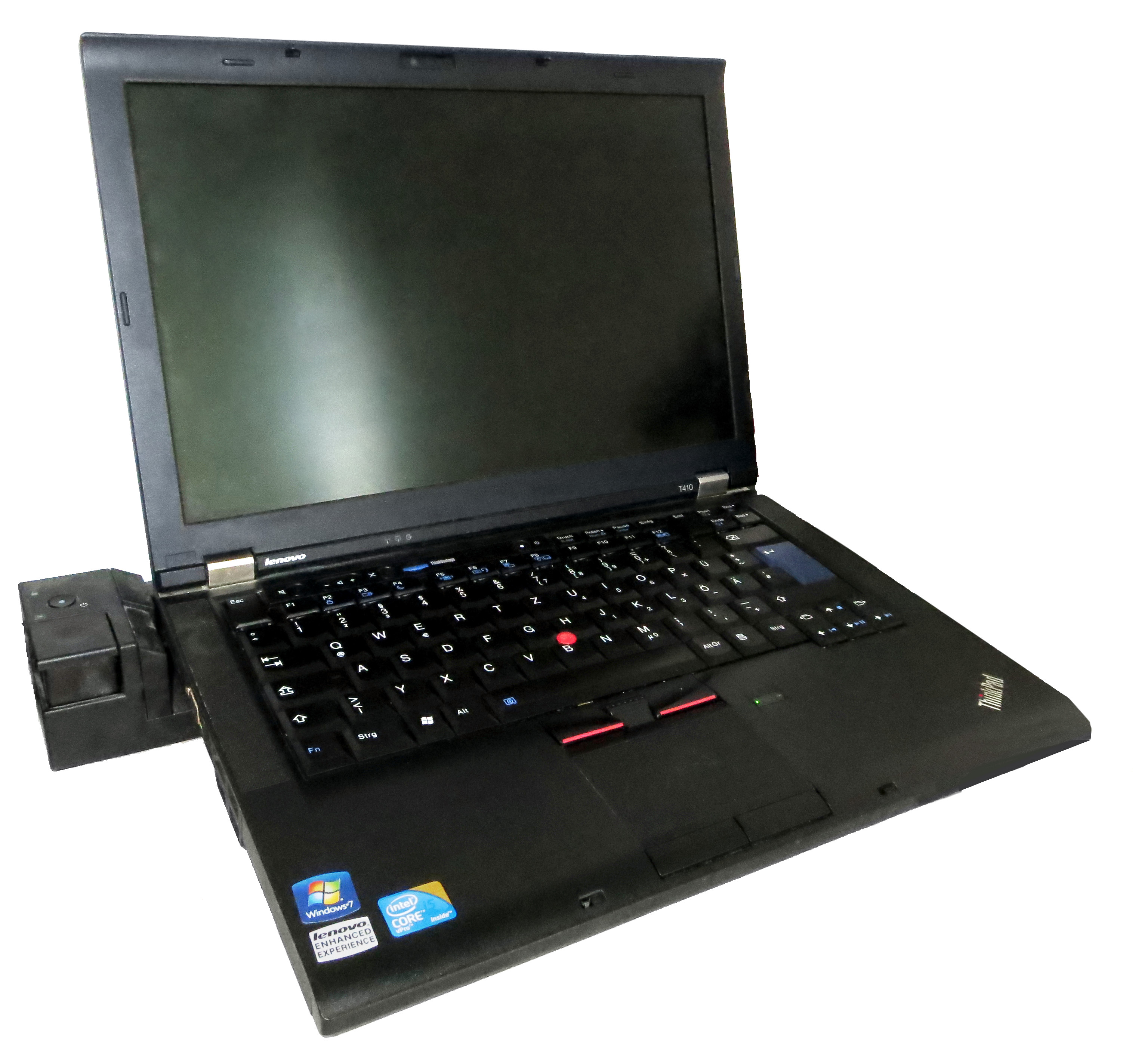
Lenovo ThinkPad T410 in Dockingstation (2011)

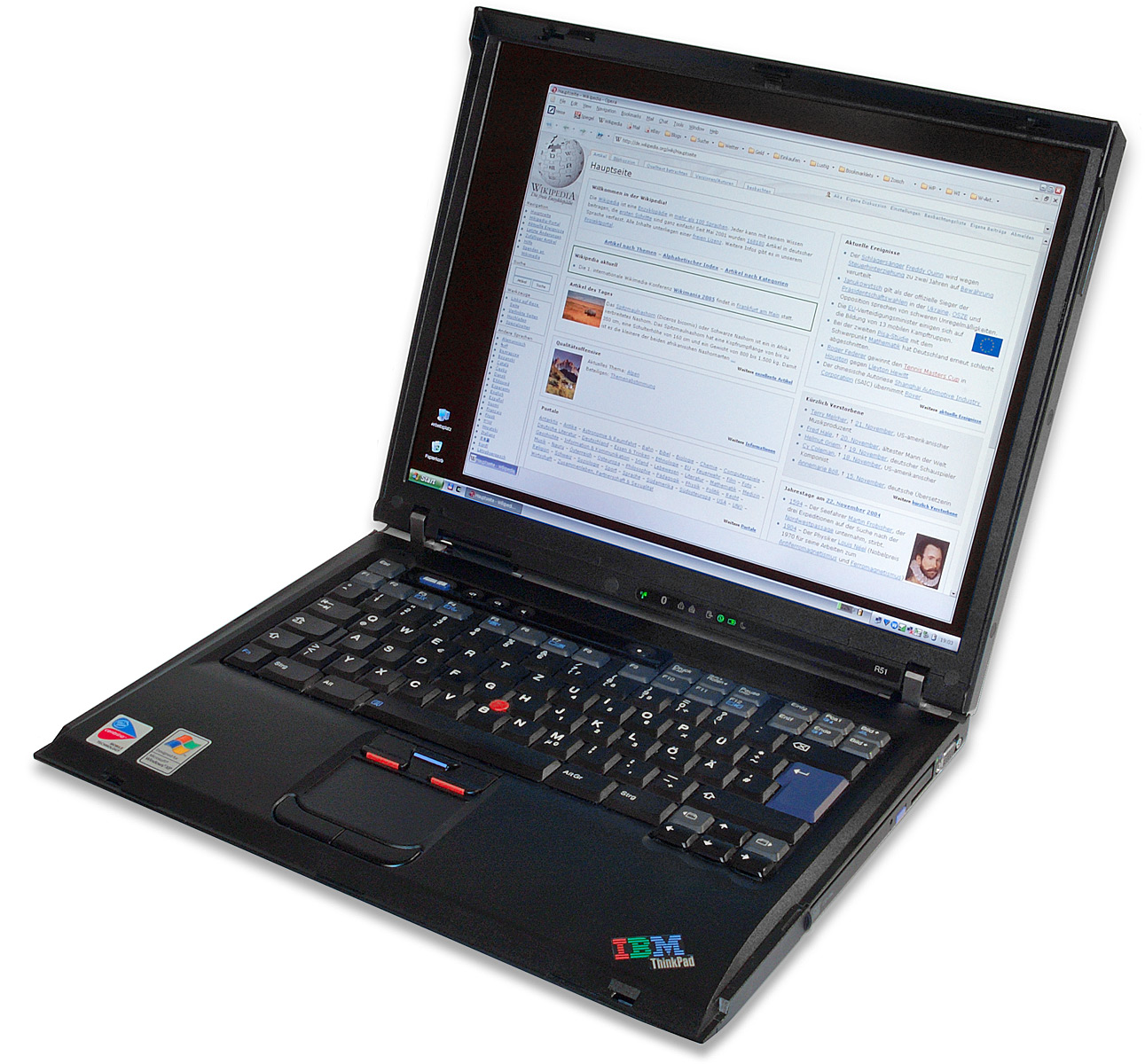
IBM ThinkPad R51 (2004)

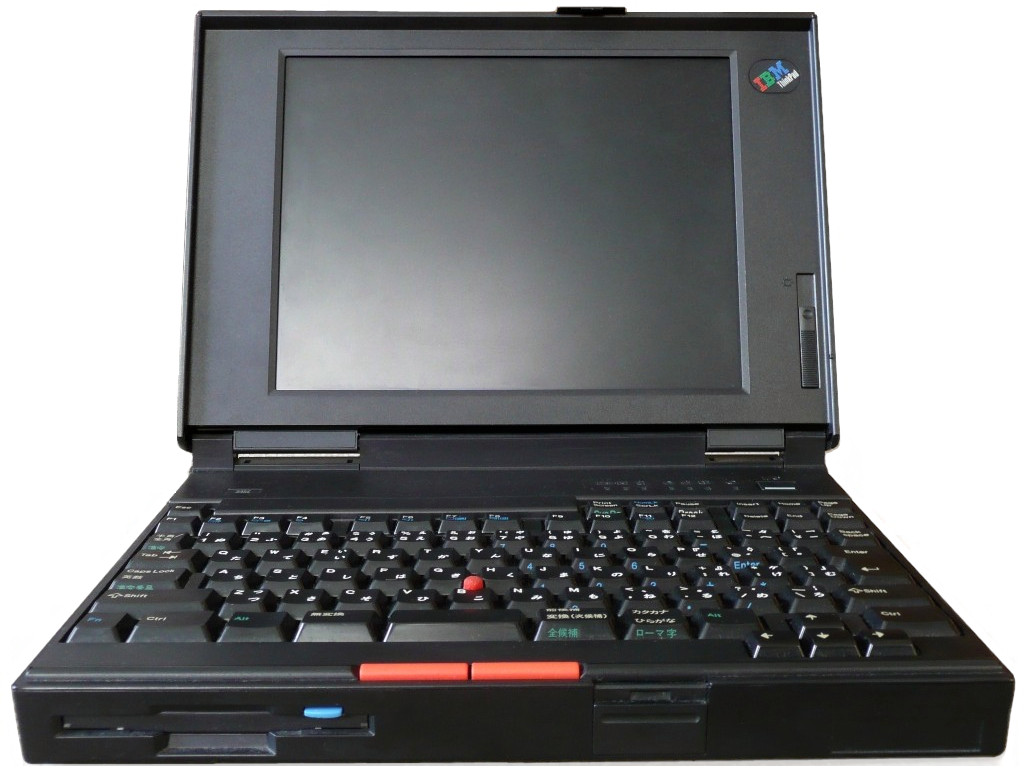
IBM ThinkPad 345C (1995)

ThinkPad ist ein Markenname für Laptops des chinesischen Computerkonzerns Lenovo. Die Marke wurde vom Konzern IBM eingeführt, der seit 1992 seine Notebooks unter diesem Namen vermarktete. 2005 verkaufte IBM seine PC-Sparte und die Marke ThinkPad an Lenovo. Vertragsgemäß wäre Lenovo bis 2010 berechtigt gewesen, für ThinkPads das Logo von IBM zu nutzen, verzichtete jedoch bereits seit Ende 2007 darauf.
Grund für den Verkauf an einen chinesischen Hersteller war unter anderem ein Einfuhrverbot in die Volksrepublik China. Lenovo konnte als chinesischer Hersteller den chinesischen Markt mit ThinkPads versorgen und seinen Umsatz erheblich steigern.
Der Name ist auf ein kleines, ledernes Notizbuch zurückzuführen, das jeder IBM-Mitarbeiter bei der Einstellung ausgehändigt bekam. Dessen Aufdruck Think sowie die englische Bezeichnung für Notizbücher, Notepad, wurden zu ThinkPad zusammengezogen.
Das Design der ersten ThinkPads wurde im Wesentlichen vom Designer Richard Sapper beeinflusst und am IBM-Designcenter in Yamato in Japan erarbeitet. Das ThinkPad soll von den Proportionen her an eine traditionelle Zigarrenkiste erinnern, eine einfache, rechteckige Schachtel, die erst beim Öffnen ihren Inhalt enthüllt. Die schwarze Farbe der Thinkpads soll zu dem „mysteriösen“ Aussehen beitragen und dabei helfen, den Bildschirm heller erscheinen zu lassen. Dieses Aussehen hob ThinkPads deutlich von den damals grauen Alternativen ab. Einen gut erkennbaren farbigen Akzent setzt zudem der zwischen den Tasten G, H und B befindliche rote Trackpoint.
Dieses Design der ThinkPads hatte sich in den Jahren seit ihrem Erscheinen 1992 nur wenig verändert und konnte somit zu einem Markenzeichen einer konservativen und auf Wertbeständigkeit achtenden Firmenphilosophie werden. Mit Einführung des ThinkPad T431s wurde das Design jedoch deutlich geändert und modernisiert. So entfiel das klassische Clamshell-Design, das im Vergleich zu den ersten ThinkPads ohnehin nur noch in abgeschwächter Form vorhanden war, zudem wurde die Gehäusefarbe auf einen Grauton abgeändert.
Lenovo garantiert die Ersatzteillieferung für alle ThinkPad-Modelle für mindestens fünf Jahre.
Da sich das Design der Geräte seit ihrer Einführung in den Grundelementen nur wenig verändert hat, besitzen sie einen hohen Bekanntheits- und Wiedererkennungsgrad. Ein besonderes Merkmal des Designs stellen die widerstandsfähigen, aus CFK, ABS sowie Magnesiumlegierungen gearbeiteten Notebookgehäuse – teils verstärkt durch den sogenannten „Structure Frame“ aus einer Magnesiumlegierung – dar, die zur allgemein hohen Robustheit beitragen.
Mit dem Modell 701 aus dem Jahr 1996 ist ein ThinkPad zu Ausstellungszwecken in die Sammlung des New Yorker Museum of Modern Art aufgenommen worden.
Die ersten ThinkPads, die auf der Computerbörse Comdex im Jahre 1992 vorgestellt wurden, wurden in Anlehnung an die Modellbezeichnung der Fahrzeuge von BMW in die Serien 3xx, 5xx und 7xx eingeteilt, wobei 3xx die Einstiegsklasse, 5xx die Mittelklasse und 7xx die Luxusklasse bezeichnete. Mittlerweile haben Buchstaben die Modellbezeichnung übernommen, siehe unten.

## Aufbau

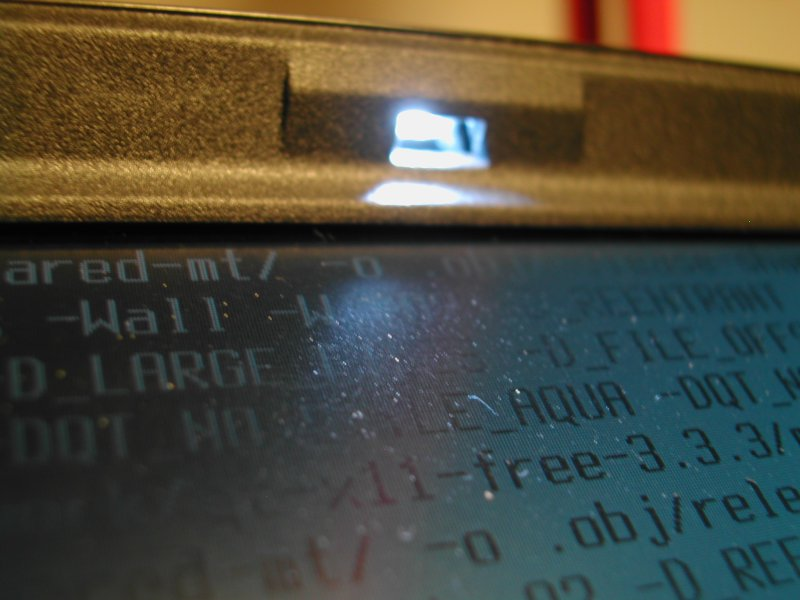
ThinkLight an einem T23

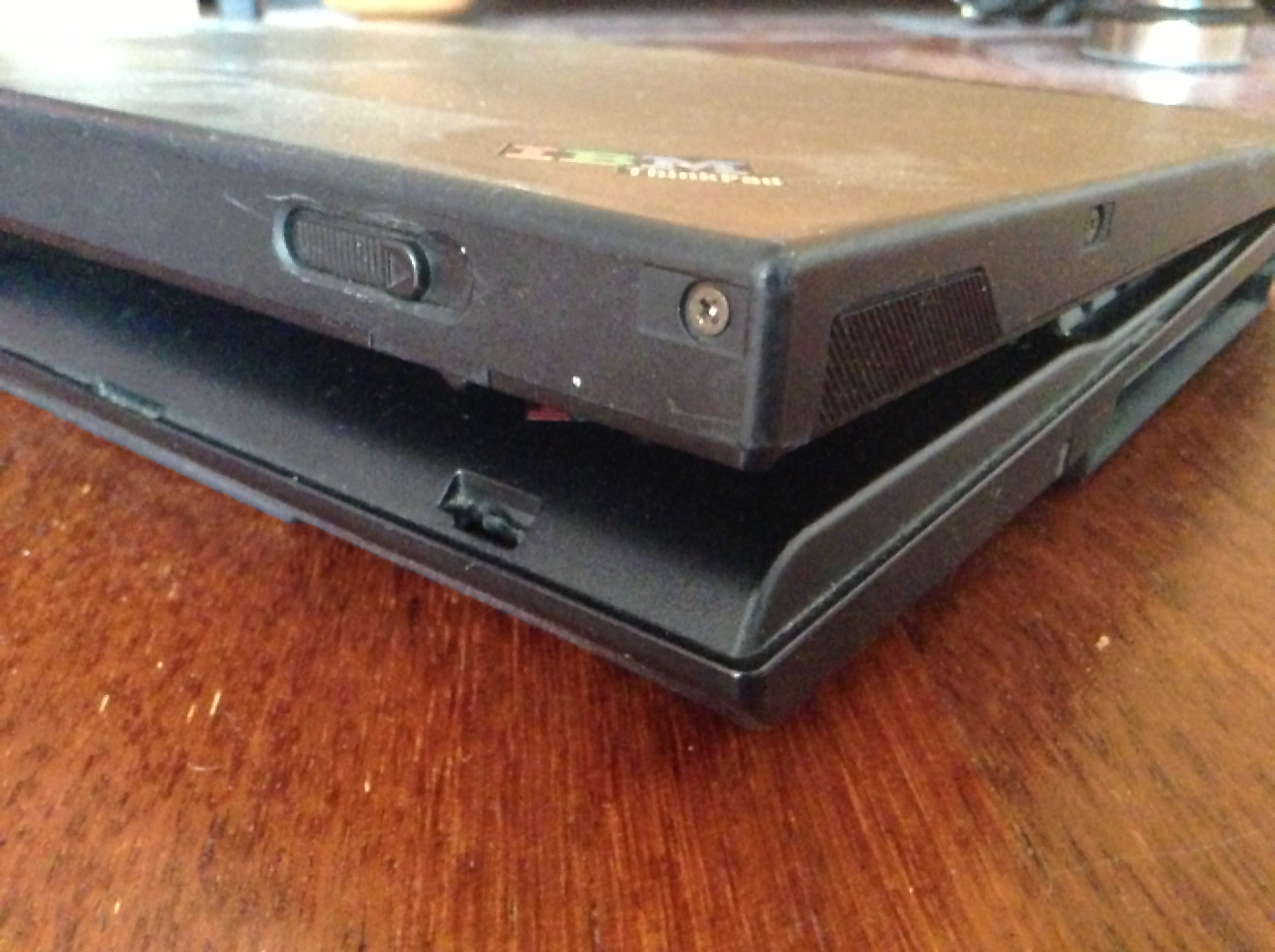
Clamshell-Design: Hier an einem ThinkPad T30.
Durch das Clamshell-Design schließt der Deckel so mit dem Unterteil des ThinkPads ab, dass keine Fremdkörper zwischen Display und Tastatur eindringen können. Zum Verriegeln des Deckels werden Haken verwendet, die sich zur Seite schieben lassen.

Das ThinkPad ist ein komplett in schwarz gehaltenes Notebook. Auf dem Deckel ist in der unteren rechten Ecke das ThinkPad-Logo im Winkel von etwa 37° angebracht. Beim Aufklappen des Deckels steht das Logo bei älteren Modellen auf dem Kopf, bei neueren Modellen wurde das Logo hingegen um 180° gedreht. Die Scharniere des Deckels sind besonders robust dimensioniert. Am unteren Rand des Deckels sind LEDs eingelassen, die den Akkuladestand und den Powerstate des ThinkPads anzeigen. Dabei sind die LEDs so konzipiert, dass man sie sowohl bei aufgeklapptem und geschlossenem Deckel einsehen kann. Die überwiegend schwarz gehaltene Tastatur hat weiße Tastenbeschriftungen und einen auffälligen roten Trackpoint zwischen den Tasten H, B und G. Der Einschaltknopf wurde von der linken Gehäuseseite (Ziehschalter) über die Tastatur gesetzt und ist seitdem von der Mitte an den rechten Rand angeordnet worden. Für die Lautstärkenkontrolle haben ThinkPads Lautstärketasten, bei ihrer Einführung fielen die Displayhelligkeitsschieber weg und wurden durch eine Fn-Tastenkombination ersetzt. Die Lautsprecher des ThinkPads waren zunächst neben der Tastatur platziert, bevor sie unter die Vorderseite kamen. Dazu war die Vorderseite abgeschrägt. Modernere ThinkPads haben die Lautsprecher jedoch wieder neben der Tastatur. Am unteren Deckelrand befindet sich bei vielen ThinkPads ein Mikrofon. Am oberen Deckelrand ist bei älteren ThinkPads eine kleine Leuchte (ThinkLight) integriert, um die Tastatur zu beleuchten. Diese fiel bei Einführung von hintergrundbeleuchteten Tastaturen weg. An der linken Gehäuseseite sind neben den Kühlrippen Standardschnittstellen wie USB und VGA vorhanden, auf der rechten Seite findet sich oftmals neben Serial ATA und FireWire auch ein PCI-Schacht.

### Innerer Aufbau
Das ThinkPad hat ein Grundgerüst aus einem Titan-Magnesiumwerkstoff, mit dem alle Komponenten verschraubt sind. In der linken oberen Ecke des Gehäuses sitzt ein Kühlkörper, in den ein Lüfter eingelassen ist. Der Kühlkörper ist mit einer Heatpipe mit dem Prozessor und gegebenenfalls der Grafikkarte verbunden, die in der oberen linken Ecke rechts des Kühlkörpers eingebaut sind. Bei älteren ThinkPads ist der Akku als Quader ausgeführt, der neben der Wartungsklappe auf der Unterseite des ThinkPads sitzt. Bei neueren Geräten ist der Akku als Stangenakku auf der Rückseite verbaut, und kann somit nach hinten aus dem ThinkPad herausragen. Diese Möglichkeit wird genutzt um größere Akkus verbauen zu können. Das Wechseln des Akkus ist ohne das Lösen einer Schraube oder Abdeckung möglich. Die Wartungsklappe auf der Unterseite bietet Zugang zum Arbeitsspeicher, der CMOS-Batterie und PCI-Anschlüssen. Der bei den meisten ThinkPads in der oberen rechten Ecke befindliche UltraBay-Schacht beherbergt meistens ein DVD-Laufwerk, kann aber auch mit anderen Laufwerken oder einem Zusatzakku ausgestattet werden. Dazu können UltraBay-Laufwerke mit einem mechanischen Verschluss ohne das Lösen von Schrauben aus dem ThinkPad herausgeschoben werden. An der linken unteren Seite des Gehäuses befindet sich ebenfalls ein Laufwerk, in der Regel ein Festplattenlaufwerk, bei älteren ThinkPads auch ein Diskettenlaufwerk (Siehe ThinkPad 345C, Bild rechts). Durch das Lösen einer Schraube ist auch dieses Laufwerk zugänglich. Laut Notebookcheck sollen ThinkPads besonders einfach zu warten sein.

### Sicherheit
Als Schutz bei Stürzen haben alle ThinkPads mit herkömmlicher magnetischer Festplatte einen APS (Active Protection System) genannten Bewegungssensor, der den Schreib-/Lesekopf der Festplatte in Parkposition fährt, wenn Beschleunigungen registriert werden, die zu einem Head-Crash führen könnten.
Viele ThinkPads verfügen über eine ESS (Embedded Security Subsystem) genannte Sicherheitslösung, die auf einem TCG-Chip basiert, mit dem Daten in Echtzeit verschlüsselt werden können und nur noch in Notebooks mit ESS und dem erforderlichen Passwort entschlüsselt werden können. Der Security-Chip entspricht bei allen neueren Modellen der Trusted-Platform-Module-Spezifikation 1.2 und kann daher ab Windows Vista für die BitLocker-Laufwerksverschlüsselung genutzt werden. Der Chip ist im BIOS bzw. UEFI deaktivierbar, da er unter Umständen Rückschlüsse auf die Identität des ThinkPads erlaubt.
Um das Power-On- bzw. Supervisor-Passwort zu löschen, reicht bei Computern üblicherweise oft das kurze Entfernen der CMOS-Batterie von der Hauptplatine. Weil diese Passwörter bei den ThinkPads in einem (nicht flüchtigen) EEPROM gesichert werden, reicht dies zum Zurücksetzen des Supervisor-Passworts nicht aus.

### Eingabegeräte

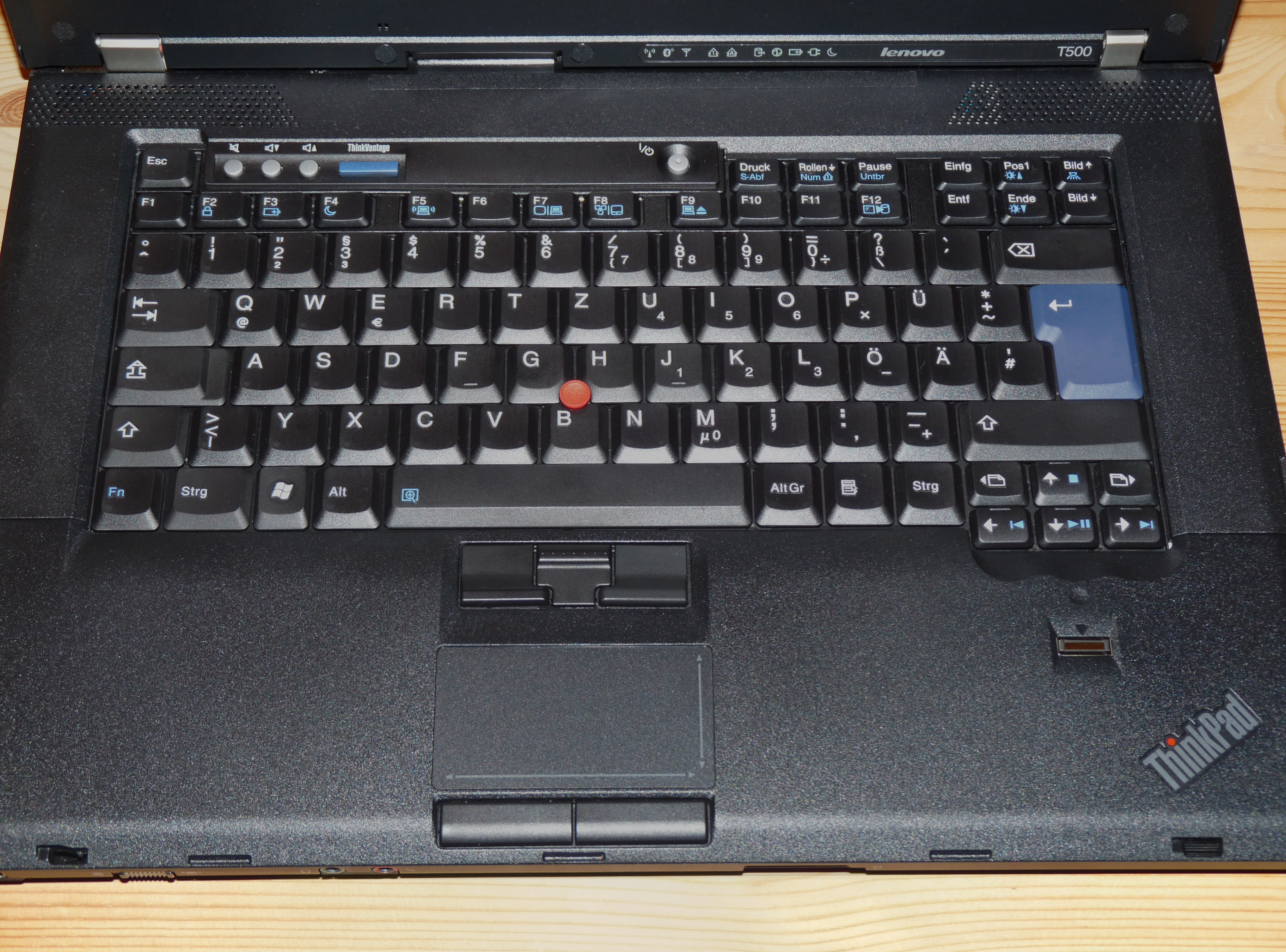
Tastatur eines ThinkPad T500 mit UltraNav und Fingerabdruckleser

Bekannt sind die Notebooks der ThinkPad-Reihe unter anderem für die hohe Qualität ihrer Tastaturen, welche häufig als die besten in Notebooks verbauten Tastaturen angesehen werden. Die Tastatur ist spritzwassergeschützt, viele ThinkPads besitzen zudem Ablaufkanäle für verschüttete Flüssigkeiten. Viele ThinkPads mit Displaydiagonalen ab 35,56 cm (14 Zoll) haben einen am Rand gewölbten und verschließbaren Deckel, der das Eindringen von Fremdkörpern zwischen Tastatur und Bildschirm verhindern soll. Diese Konstruktion wird als Clamshell-Design bezeichnet. (Siehe Bild rechts.)
Eine Besonderheit ist die Anordnung der Hotkey-Kombination zum Einschalten des ThinkLights bzw. des Backlights der Tastatur. Die Tastenkombination dafür ist so angeordnet, dass sie auch im Dunkeln zu finden ist; die beiden Tasten hierfür befinden sich in der linken unteren (Fn) und rechten oberen Ecke.
Mit der Einführung der Backlight-Tastaturen wurde diese Tastenkombination geändert (Fn + Leertaste).
Ein weiteres Merkmal der Tastatur ist bei älteren Modellen die blaue ThinkVantage-Taste (früher Access IBM), mit der ein Programm aufgerufen wird, das verschiedene Hilfe- und Wartungsfunktionen anbietet. Beispielsweise kann das ThinkPad so wieder in den Auslieferungszustand versetzt werden, selbst wenn das installierte Betriebssystem defekt und nicht mehr funktionsfähig ist.
Mit der *30-Serie (Ivy Bridge) wurde die Tastenfarbe geändert (schwarz) und die Beschriftung „ThinkVantage“ entfernt, mit der x40-Serie (Haswell-Generation) entfällt die ThinkVantage-Taste vollständig.
Bis zur Übernahme von IBMs PC-Sparte durch Lenovo und dem Erscheinen der Z-Reihe im Jahr 2005 verzichteten alle ThinkPad-Modelle auf die drei Windowstasten. Durch diesen Verzicht stand insbesondere bei den damaligen 4:3-12"-Subnotebooks mit ihrer (im Vergleich zu größeren ThinkPads) verkleinerten Tastatur mehr Platz für die angrenzenden Steuerungs- und Alt-Tasten zur Verfügung.

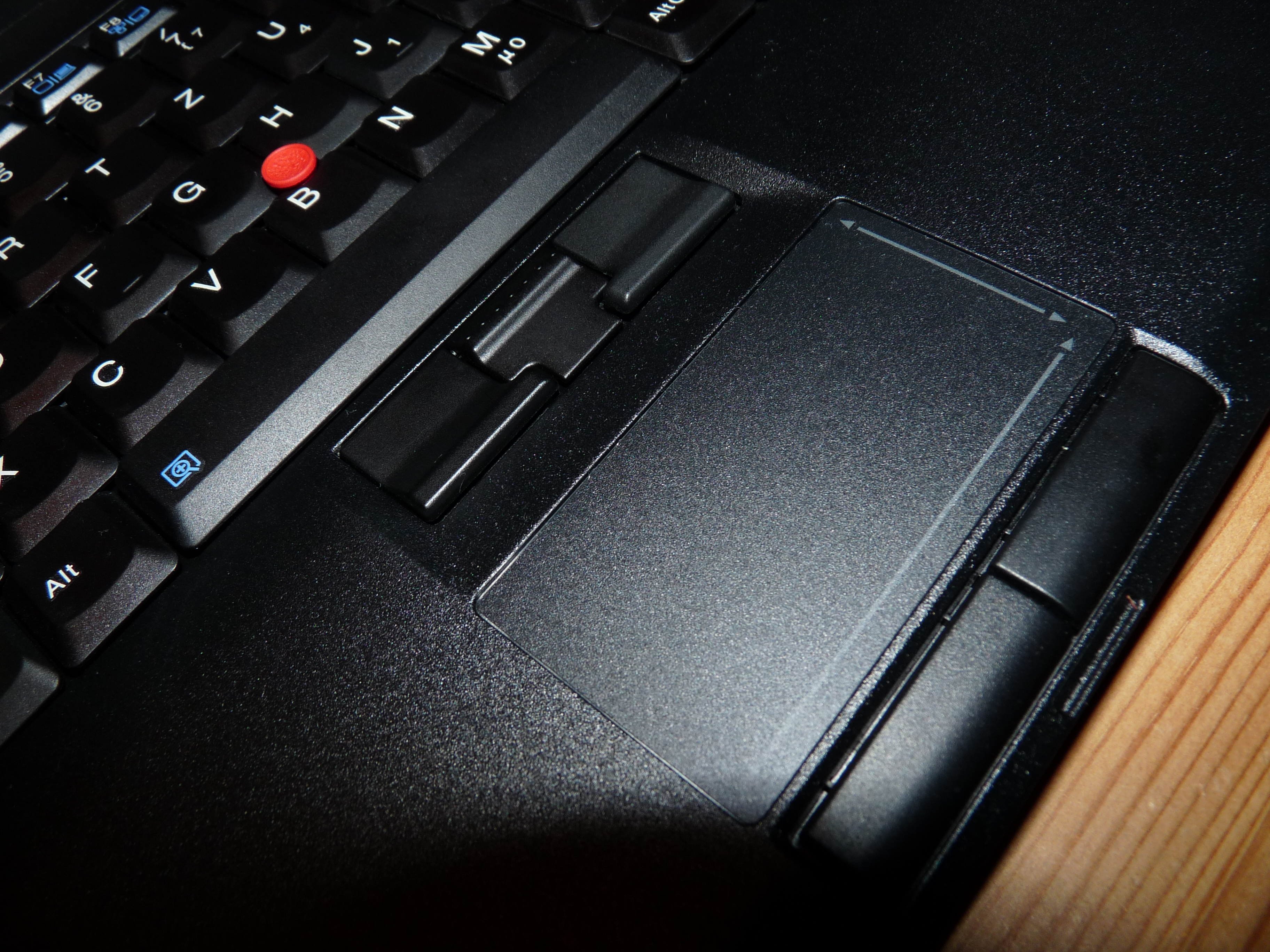
UltraNav mit rotem TrackPoint (links oben) und TouchPad

Charakteristisch für die ThinkPad-Reihe ist der „TrackPoint“ genannte Piezo-Stift, der sich in der Mitte der Tastatur zwischen den Tasten G, H und B befindet und der Maussteuerung dient. Dieser Trackpoint sticht als roter Punkt auf der schwarzen Tastatur und dem schwarzen (bzw. grauen) Gehäuse hervor und wurde zu einem Erkennungsmerkmal für ThinkPads, das sich auch im i-Punkt im Logo der Produktreihe wiederfindet. Während die ersten ThinkPads ausschließlich TrackPoints als Mauseingabe verwendeten, wurde 2002 mit dem Modell T30 erstmals auch eine „UltraNav“ genannte Kombination aus Touchpad und TrackPoint angeboten.
Die Trackpad-Tasten der meisten Thinkpads haben einen sehr tiefen Tastengang, vergleichbar mit denen der Tastatur, statt der bei vielen anderen Laptops üblichen Tasten mit einem klickenden Druckpunkt.
Mit Einführung des ThinkPad T431s wurden die Tasten für den TrackPoint in das Clickpad integriert, was später auch bei den ThinkPads der *40-Reihe (Haswell) übernommen wurde und kontrovers diskutiert wurde. Aufgrund des negativen Feedbacks hat Lenovo die dedizierten TrackPoint-Tasten in der Broadwell-Generation (*50-Reihe) wieder eingeführt.

### UltraBay
Viele ThinkPads besitzen einen zusätzlichen Wechselschacht, der bei den meisten Modellen als UltraBay bezeichnet wird. Dieser ist vielseitig einsetzbar und kann beispielsweise für folgende Komponenten genutzt werden:

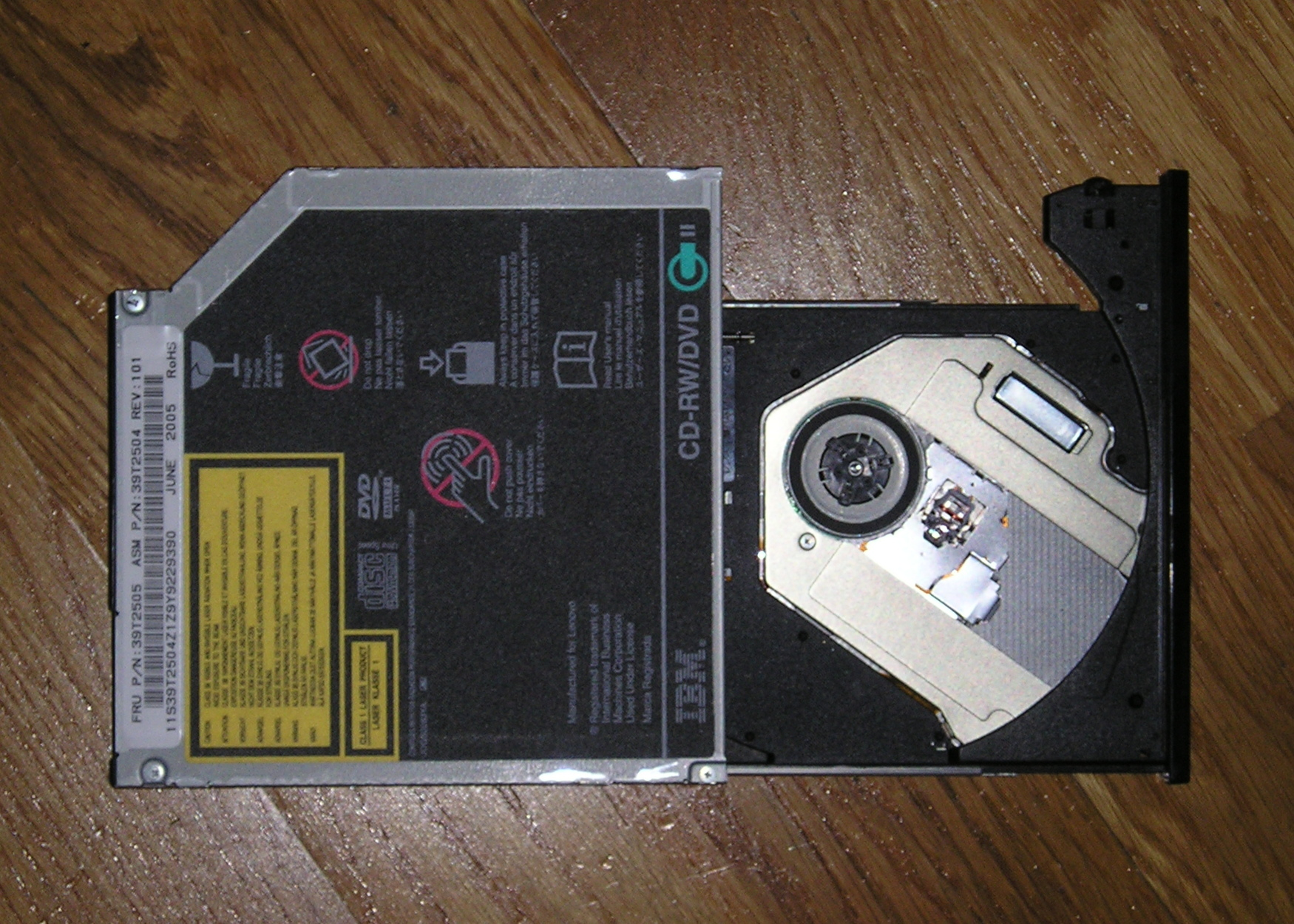
UltraBay-Slim-CD-RW- und DVD-Laufwerk

- optische Laufwerke (CD, DVD, Brenner, Blu-ray Disc)
- zweites Festplattenlaufwerk bzw. SSD
- SuperDisk-Laufwerk
- zweiter Akku (ab dem T410 nur noch bei den 14"-T4xxs-Modellen möglich, entfällt mit dem T431s)
- Diskettenlaufwerk
- Nummernblock (bei neueren Modellen nicht mehr möglich)
- Zip-Laufwerk
- Station (englisch Cradle) für ein PDA (bei neueren Modellen nicht mehr möglich)
- Reiseabdeckung
- Adapter für serielle und parallele Anschlüsse (lediglich für T60/61 und R60/61)

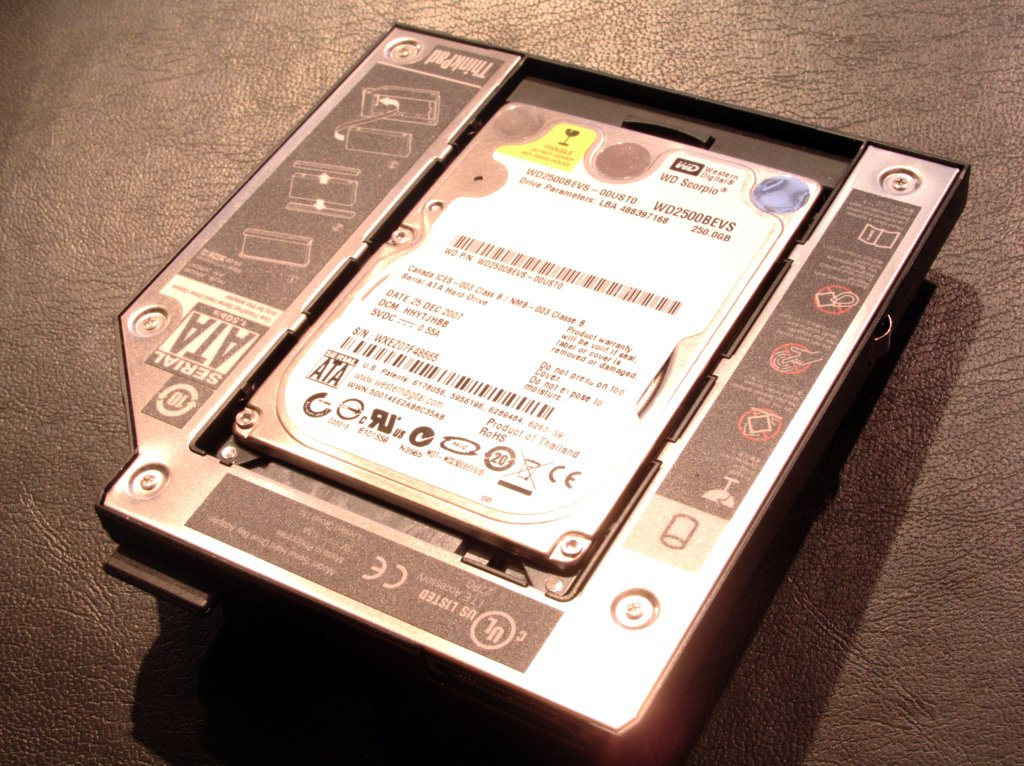
UltraBay-HDD-Adapter für eine SATA-Festplatte (FRU 26R9246)

Die Festplatte im UltraBay ist an denselben Festplatten-Controller wie die fest eingebaute Platte angeschlossen. Somit besteht keine besondere Limitierung hinsichtlich Bootfähigkeit, Kapazität etc. Es handelt sich um eine handelsübliche 2,5-Zoll-Festplatte, die lediglich in einen speziellen UltraBay-Rahmen eingebaut wird, um in den UltraBay-Wechselschacht geschoben werden zu können. Komponenten im Wechselschacht können bei vielen Modellen während des laufenden Betriebes ausgetauscht werden, bei den Haswell-ThinkPads mit optischem Laufwerk beispielsweise ist dies jedoch nicht mehr möglich. Die neu angeschlossenen Geräte werden sogleich erkannt, das Notebook muss hierzu also nicht neu gestartet werden.
Ausnahme hiervon sind neben HDDs mit gesetztem Passwort unter anderem der Adapter für RS232 und Parallelport, da diese Schnittstellen nicht „Hot Plug“-fähig sind.
Das Travel Cover ist eine leichte Reiseabdeckung, die anstelle eines UltraBay-Gerätes verwendet wird. Damit kann das Gesamtgewicht des Notebooks weiter verringert werden, falls unterwegs kein UltraBay-Gerät benötigt wird. Mit dem Adapter für serielle und parallele Anschlüsse (Ultra Slim-Bauform) ist es möglich, ThinkPads der T6x- und einige Modelle der R6x-Baureihe um eine serielle RS-232- und eine parallele IEEE 1284-Schnittstelle zu erweitern. Gerade bei Wartungstechnikern von Industrieanlagen ist diese Anschlussart sehr gefragt.
| UltraBay-Typ                   | verbaut in                                                                                                  | verfügbare Geräte                                                                                  |
| ------------------------------ | --- | -------------------------------------------------------------------------------------------------- |
| UltraBay                       | 355, 360, 370C, 750, 755C, 755CE, 755Cs, 755CSE, 755CV, 755CX, 760C, 760L, 760E                             | FDD, HDD, Akku, 2,88-MB-Diskette, PCMCIA-Cartridge, IBM Wireless-Modem                             |
| dickes UltraBay                | 755CD, 755CDV, 760CD, 760E, 760ED, 760EL, 760ELD, 760LD, 760XD, 760XL, 765, SelectaDock I, SelectaDock II   | FDD, HDD, CD, Akku, 2,88-MB-Diskette, PCMCIA-Cartridge, IBM Wireless-Modem                         |
| UltraBay II                    | 770, SelectaDock III                                                                                        | FDD, ZIP-100, ZIP-250, HDD, CD, DVD, Akku                                                          |
| UltraBay FX                    | 390, i-Series 1720, i-Series 1721                                                                           | FDD, HDD, CD, DVD, Akku                                                                            |
| UltraSlimbay                   | 600, Ultrabase (570), Portable Drive Bay                                                                    | FDD, ZIP-100, ZIP-250, HDD, CD, DVD, Akku                                                          |
| UltraBay 2000                  | A20, A21, A22, T20, T21, T22, T23, A30 a, A31 a, Dock 2631, Dock II, UltraBase X2, Portable Drive Bay 2000  | FDD, LS-120, LS-240, ZIP-100, ZIP-250, CD, CD-RW, DVD, Combo, Multi, HDD, Akku                     |
| UltraBay Plus                  | A30, A31, R30, R31, R32, R40, T23, T30, Ultrabase X3                                                        | FDD, LS-120, LS-240, ZIP-100, ZIP-250, CD, CD-RW, DVD, Combo, Multi, HDD, Akku, PDA-Cradle, NumPad |
| UltraBay Slim b                | T40, T41, T42, T43, T60, T61, Z60t, Z61t, UltraBase X4, ThinkPad X4 Dock, UltraBase X6, UltraBase X6 Tablet | DVD, Combo, Multi, HDD, Akku, Seriell-Pallalel-Port-Adapter (T60–61, einige R60–R61)               |
| UltraBay Enhanced              | R50, R51, R52, R60, R61, Z60m, Z61m, Z60p, Z61p, ThinkPad Advanced Dock                                     | DVD, Combo, Multi, BD-RW, HDD, Akku.                                                               |
| Serial UltraBay Slim c         | T500, W500, X200 UltraBase, T400, T400s, T410, T410s, T420s, T430s, X220 Ultrabase                          | DVD, Combo, Multi, BD-RW, HDD, Akku, (UltraBay Slim-Batterie*)                                     |
| Serial UltraBay Enhanced       | R400, R500, T510, W700, T510i, T520, W510, W520, T420, W530, T530, T430                                     | DVD, Combo, Multi, BD-RW, HDD, Akku, (UltraBay Enhanced-Batterie)                                  |
| Fixed Serial UltraBay Enhanced | L510, L410, SL510, SL410, L512, L412, L520, L420, L530, L430                                                | DVD, Combo, Multi, Travel Cover, HDD (mit UltraBay-Adapter von Drittanbietern)                     |
| Fixed Serial UltraBay Slim     | T440p, T540p, W540, L440, L540, W541                                                                        | DVD, Combo, Multi, Travel Cover, HDD                                                               |

## ThinkPads bei der NASA und in der Raumfahrt

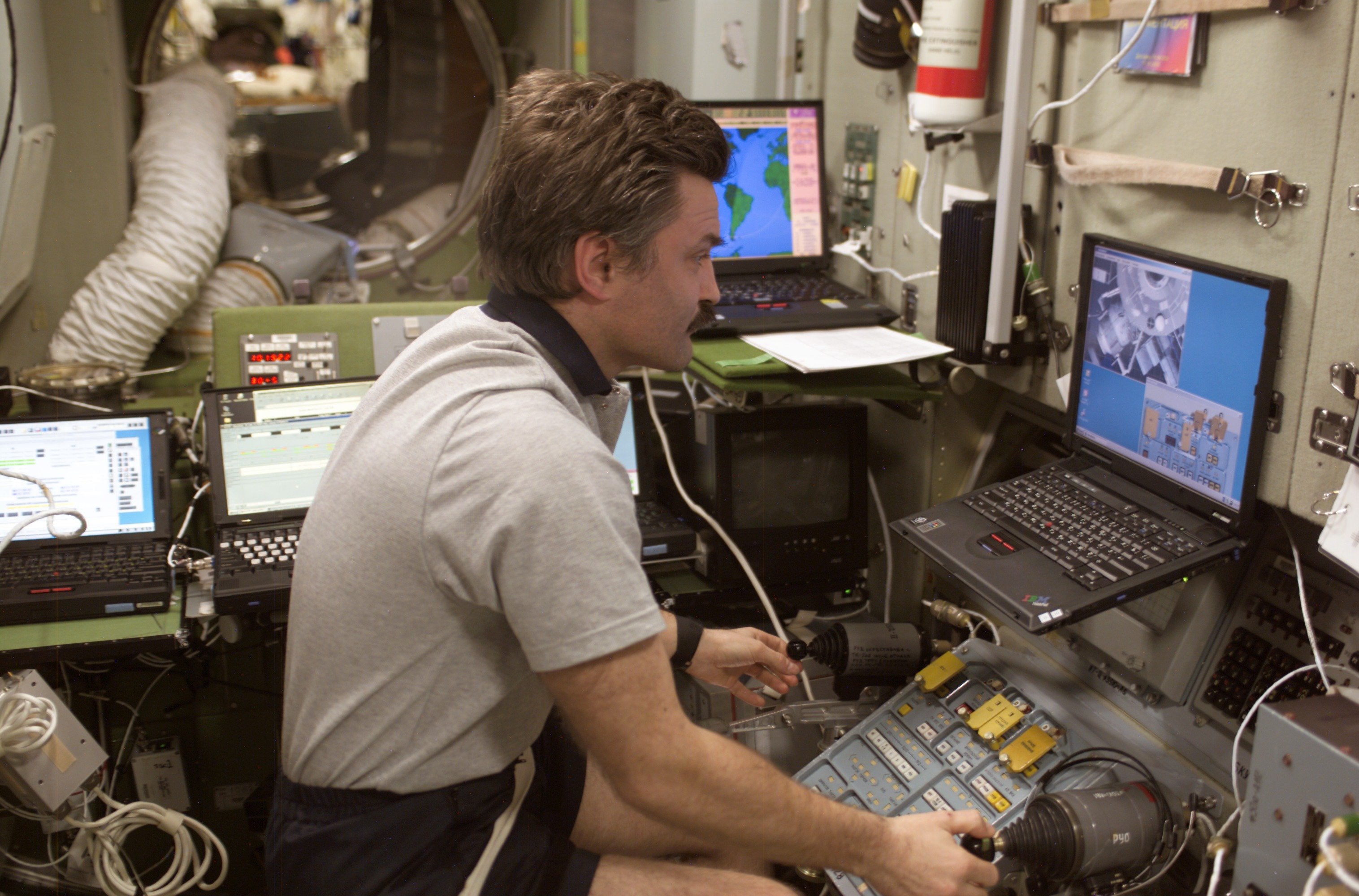
Verschiedene ThinkPads beim TORU-Andockkontrollsystem im Swesda-Modul der ISS

Das Modell 750 wurde im Jahre 1993 an Bord des Space Shuttle Endeavour eingesetzt. Seitdem waren insgesamt 54 ThinkPads bei verschiedenen Space-Shuttle-Missionen mit an Bord der Raumfähren, meist Modelle der 755er und 760er Reihe. Auch auf der russischen Raumstation MIR wurden seit Februar 1999 ThinkPads benutzt, einschließlich der 750er und 770er Reihe. ThinkPads waren bis 2016 die einzigen Notebooks, die für Langzeiteinsätze an Bord der ISS (International Space Station) zertifiziert sind. Auf der ISS befanden sich mehr als 60 ThinkPads, die dort zwischen 1998 und 2016 eingesetzt wurden.

## Serien
Die seit dem Erwerb der ThinkPad-Marke durch Lenovo eingeführten Modellbezeichnungen setzen sich aus einem Großbuchstaben, der die Produktserie bezeichnet, und einer dreistelligen Ziffer zusammen, welche die Bildschirmgröße angibt. Eine Größe von 14,1 Zoll entspricht z. B. der Ziffer 400. Ausnahmen bilden die P-, X1-,Twist-, Yoga- und Helix-Serie. Leistungsfähige Modelle mit verhältnismäßig besserer Ausstattung haben zusätzlich ein p für Performance hinter der Modellbezeichnung. Von 2008 bis 2013 verzichtete Lenovo jedoch auf das p. Besonders portable Modelle erhalten ein s für slim.
IBM verwendete hinter dem Buchstaben der Serie eine zweistellige Zahlenkombination, die jedoch nicht die Displaygröße, sondern die Generation angab. Die i-Serien hatten vierstellige Modellnummern. Die Modellbezeichnungen von einigen Notebooks der R-, A-, Z- und T-Serie endeten wie auch einige aktuelle Modelle mit einem „p“ (z. B. A30p), was auf eine CAD-zertifizierte Grafikkarte hinweist. Die Endung „e“ (z. B. R50e) weist auf eine günstigere Ausstattung hin. Das „e“ steht für „economy“.
Seit 2014 lässt Lenovo ältere ThinkPad-Serien (z. B. G-Serie) wieder aufleben, diese firmieren jedoch nicht mehr unter dem Markennamen ThinkPad, sondern schlichtweg unter dem Namen Lenovo.
Vor der Jahrtausendwende verwendete IBM eine dreistellige Zahlenkombination als Modellbezeichnung. Die Hunderterstelle gab dabei die Serie an, so etwa entsprach die 6 der 600er-Serie für eine höherwertige Serie, dem Vorläufer der heutigen T-Serie. Die Buchstaben hinter den Zahlenkombinationen hatten nicht zwangsläufig eine Bedeutung. Das T beim ThinkPad 710T stand für Tablet-Computer, das X beim ThinkPad 600X war jedoch nur als Abgrenzung zu den Vorgängern 600E und 600 gedacht und stand nicht für eine besondere Ausstattung.

Aktuelle Serien:

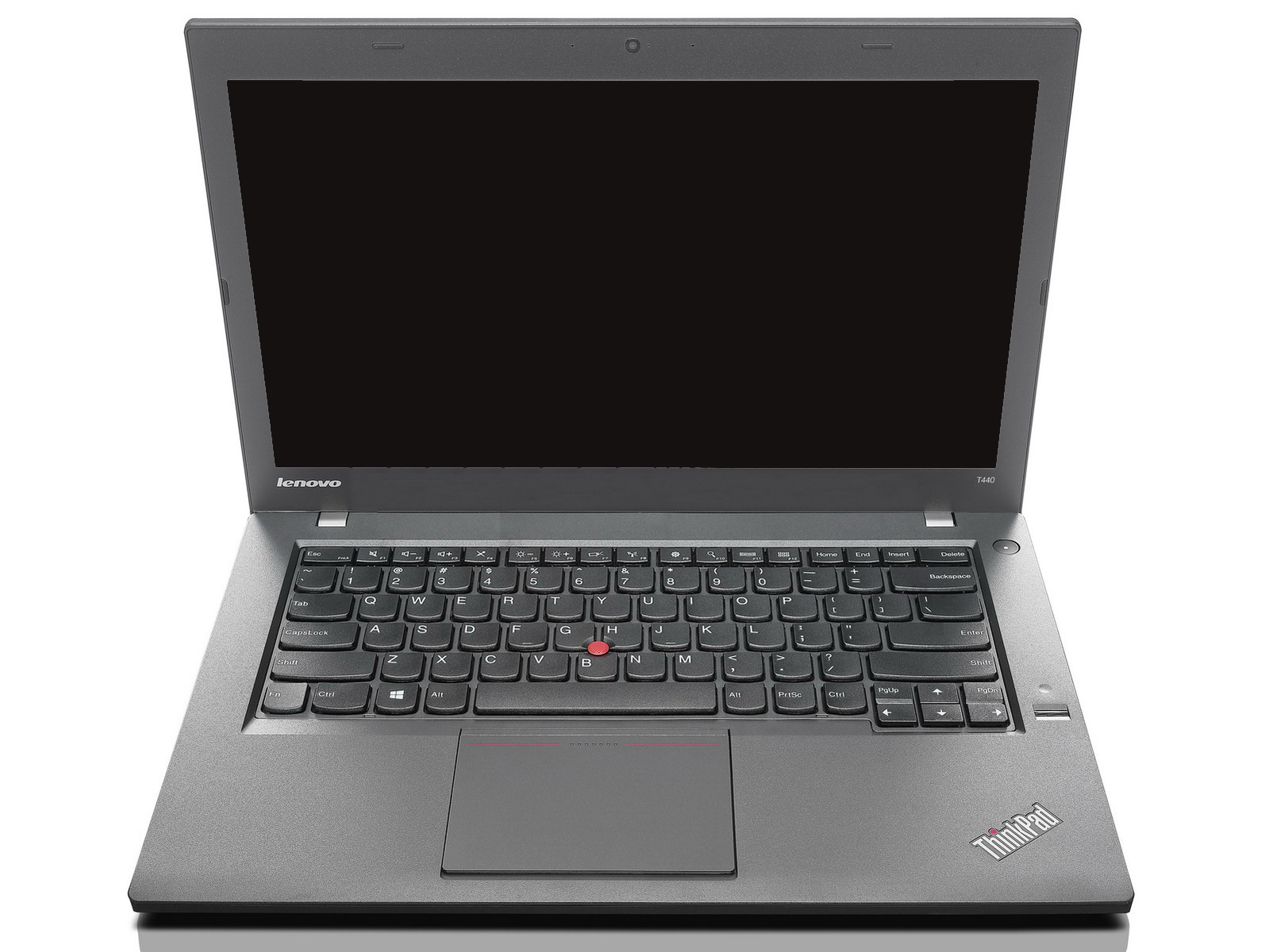
ThinkPad T440 (2014)

- Txxx(p)(s)-Serie: Fortführung der alten Txx-Serie, Business-Notebooks für Geschäftskunden, die „klassischen“ ThinkPads (seit 2008)
- Lxxx-Serie: (Small)Business-Notebooks, mit Ausnahmen dockingfähig, Nachfolger der Rxxx-Serie (seit 2010)
- Pxx-Serie: Workstations, zeichnen sich durch hohe Leistung und CAD-zertifizierte Grafikkarten aus, Nachfolger der Wxxx-Serie (seit 2016)
- Xxxx(e)(s)(Yoga)-Serie: Business-Subnotebooks im klassischen ThinkPad-Design, teilweise ohne Docking-Anschluss; Yoga: Tablets und Convertibles (seit 2008)
- X1(Carbon)(Yoga): Subnotebook (weicht als erstes Thinkpad der X-Serie vom seit 2008 bestehenden Namensschema ab); Carbon: erstes Ultrabook der X-Serie, erlaubt in Kombination mit den „Drop-Down“-Scharnieren einen Öffnungswinkel von 180°; Yoga: mit 360°-Scharnieren (seit 2009)
- X1(Tablet): Tabletcomputer mit Aufsätzen für Präsentationen und längere Akkulaufzeit (seit 2016)
- Exxx(s)-Serie: Fortführung der Edge-Serie (seit 2011)

Zeitraum ab 2008 (eingestellt):

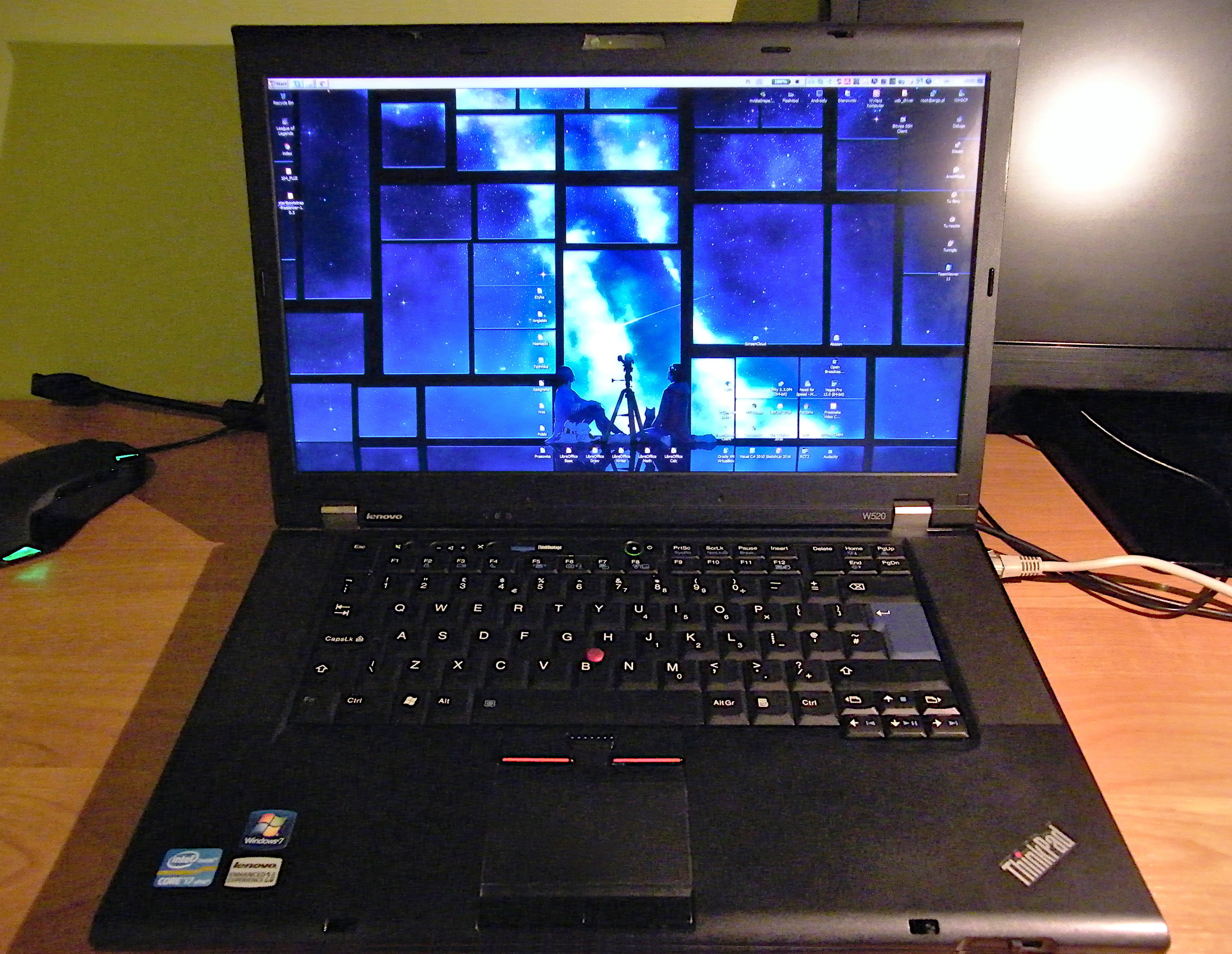
ThinkPad W520 (2012)

- Axxx-Serie: Business-Notebooks, in denen AMD-Prozessoren verbaut sind (2019 eingestellt)
- Wxxx(s)-Serie: Workstations, zeichnen sich durch hohe Leistung und CAD-zertifizierte Grafikkarten aus (seit 2008, 2016 eingestellt)
- Edgexx-Serie: Consumer-Notebooks (Verarbeitung ist unterhalb der Lxxx-Serie anzusiedeln) mit neuem Design (Displaydeckel in anthrazit oder rot), kein Dockingport (seit 2010, jetzt nur noch E-Serie genannt)
- SLxxx: Small-Business- und Prosumer-Notebooks für den Heimanwender (seit 2008, 2011 eingestellt)
- Rxxx: Fortführung der alten Rxx-Serie, dann aber durch die Lxxx-Serie ersetzt (seit 2008, 2010 eingestellt)
- Sxxx (Yoga)-Serie: Flexibles Business-Notebook mit drehbarem Bildschirm; Yoga: mit 360°-Scharnieren (seit 2013, 2015 eingestellt)
- Twist: Convertibles mit Dreh-Scharnier, jedoch ohne Digitizer-Stift (2012)
- Helix: Convertibles mit abnehmbarer Tastatur (seit 2013)
- Tablet: reiner Tabletcomputer auf Nvidia Tegra bzw. Intel-Atom-Basis (seit 2011)

Zeitraum von 1999 bis 2008:

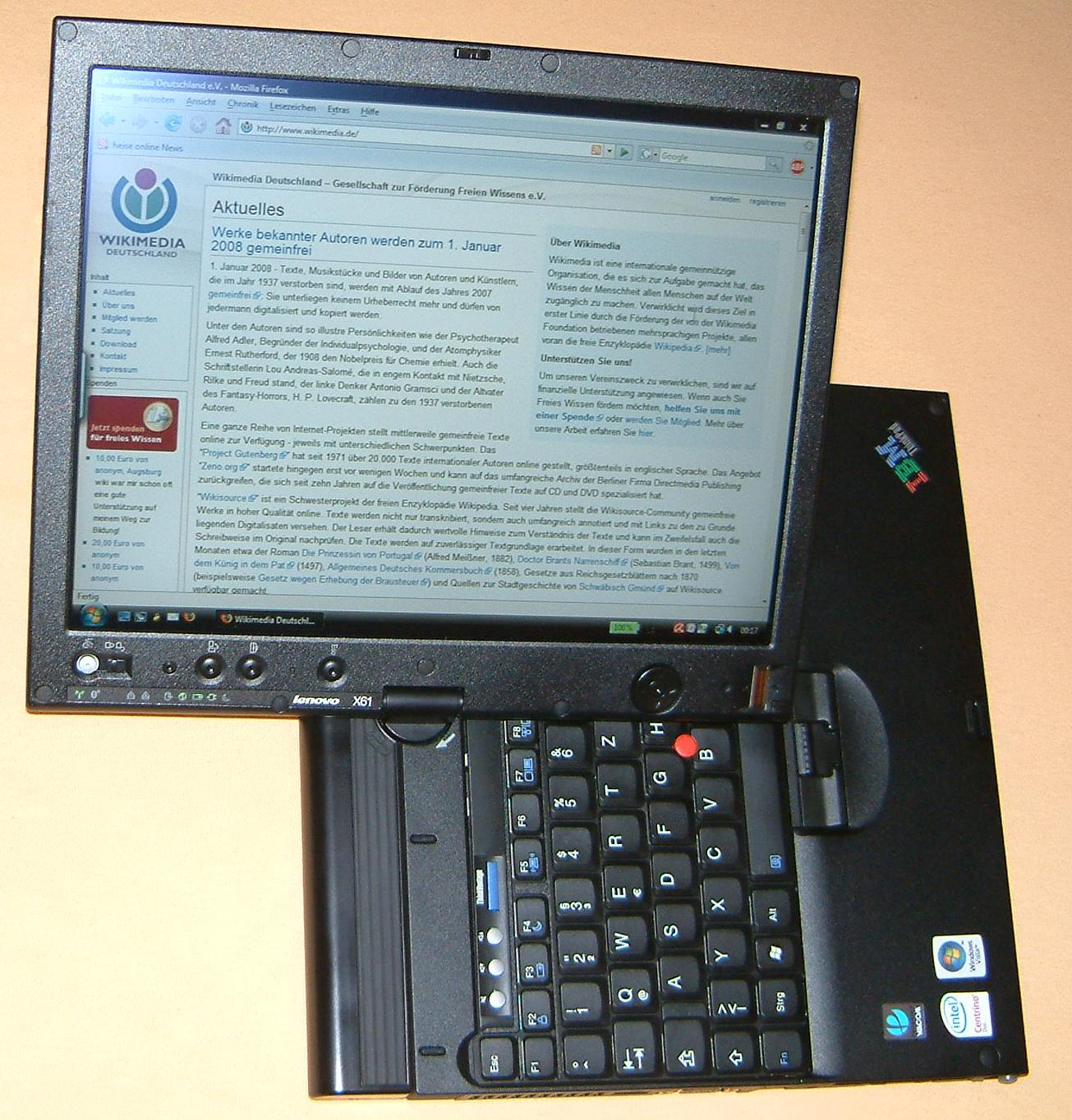
ThinkPad X61 Tablet (2007)

- Txx-Serie: Business-Notebooks für gehobene Ansprüche, sehr stabil und verwindungssteif, ab T60 mit Magnesium-Innenskelett (Structure-Frame), ab T61 Structure-Frame zusätzlich auch im Displaydeckel
- Rxx-Serie: weniger anspruchsvolle Business-Notebooks (Ausstattung an T-Serie orientiert, vollständig aus Kunststoff gefertigt)
- Xxx-Serie: Business-Notebooks mit kompakten Abmessungen, Gehäusestabilität wie bei T-Serie; zur X-Serie gehören auch die X-Serie-Tablets mit induktivem Digitizer bzw. resistivem Touchscreen
- Transnote: basiert technisch auf dem ThinkPad X21, führt jedoch nicht die Marke „ThinkPad“, mit zusätzlicher digitaler Schreibunterlage und Touchscreen, speichert handschriftliche Aufzeichnungen als Bitmaps
- Axx-Serie: Nachfolger der 3xx-Serie, umfasste preiswerte Einstiegsmodelle, Mittelklasse-Notebooks und mobilen Multimedia-Workstations im High-End Bereich
- Gxx-Serie: Desktop-Ersatz, deutlich schwerer, kaum leistungsfähiger aber vergleichsweise günstiger als T- oder R-Serie, diese Serie wurde wieder eingestellt
- Sxx-Serie: noch kompaktere Subnotebooks als die X-Serie, die nur im asiatischen Raum erhältlich waren
- Zxx-Serie: Multimedia-Notebooks, ersten ThinkPads mit Breitbildschirm

Zeitraum von 1992 bis 1999:

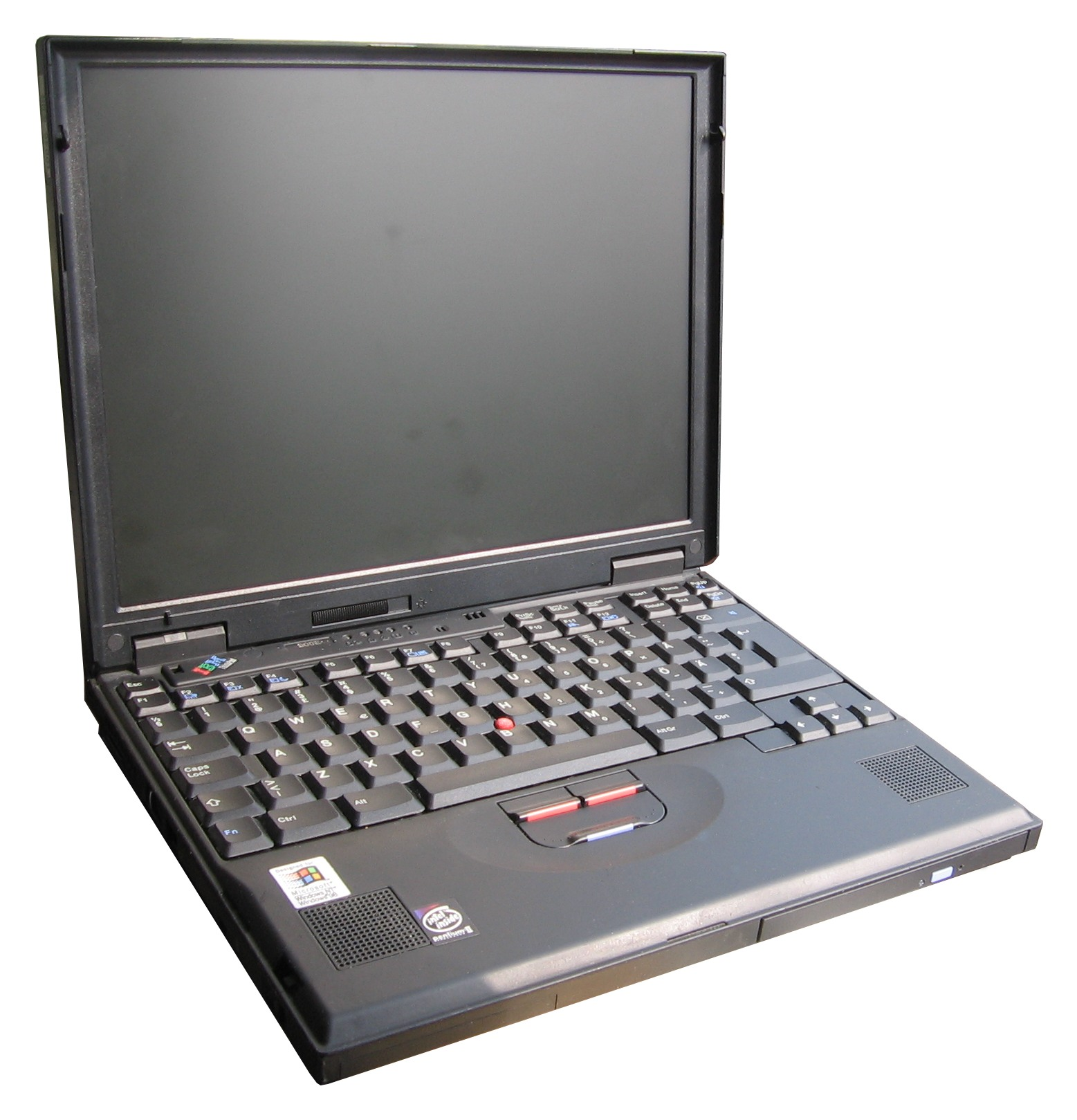
IBM ThinkPad 600E (1999)

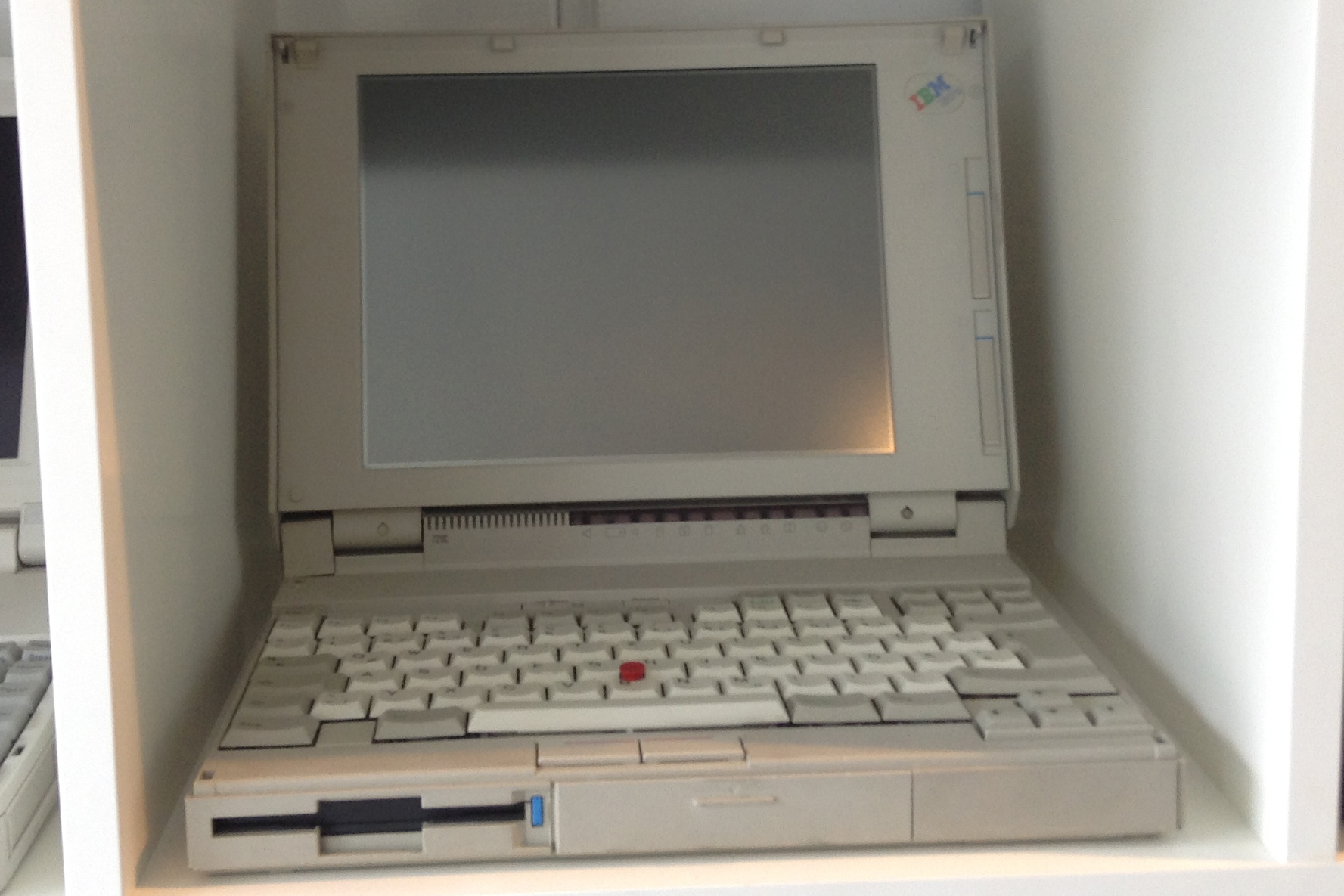
IBM ThinkPad 720C, Baujahr 1994 –
verbaut sind ein Intel 80486-Prozessor mit 50 MHz und 4 MB Arbeitsspeicher. ThinkPad 720 für Firmenkunden waren schwarz gehalten, dieses Modell in grau ist jedoch für Privatkunden bestimmt.

- 130-Serie: Nur in Japan erhältliche Variante der i-Serie 1300
- 2xx-Serie: Besonders kompakte ultralight Subnotebooks, die bis auf ein Modell nur für den japanischen Markt bestimmt waren.
- 3xx-Serie: „Einsteigerklasse“
- 5xx-Serie: „Mittelklasse“ (z. T. Vorläufer der kleinen X-Serie)
- 600-Serie: „Oberklasse“ (Vorläufer der T-Serie, ähnelten diesen bereits im Design)
- 7xx-Serie: „Luxusklasse“
- 8xx-Serie: einzige ThinkPad-Serie mit PowerPC-Architektur
- ixxxx-Serie: entstanden in einer Kooperation von IBM mit Acer (Entwicklung: IBM, Produktion: Acer), Basis waren ThinkPads, die teilweise mit besonderen Ausstattungsmerkmalen versehen waren[21]